# Декстер (сезон 7)
Седьмой сезон сериала «Декстер», премьера которого состоялась 30 сентября 2012 года. Сезон следует за конфликтами Декстера с украинским мафиози и представляет персонажа Ханны Маккей, таинственную вдову с изменчивым прошлым. Сюжетная арка седьмого сезона продолжена до восьмого сезона, премьера которого состоялась 30 июня 2013 года.

## Производство
21 ноября 2011 года Showtime продлило «Декстера» на седьмой и восьмой сезоны, каждый из которых состоит из 12 эпизодов. Showtime официально объявило, что премьера седьмого сезона состоится в воскресенье, 30 сентября 2012 года. Эти два сезона включают сюжетную арку, охватывающую оба сезона. Премьерный эпизод седьмого сезона включал флэшбек из детства Дебры и Декстера. 24 апреля было объявлено, что Рэй Стивенсон будет приглашённой звездой в предстоящем седьмом сезоне, и он будет играть главу украинского преступного синдиката, который прибывает в Майами, полный решимости выяснить, кто убил одного из его сообщников. Ивонн Страховски, известная по роли в сериале NBC «Чак», присоединилась к «Декстеру» в роли Ханны Маккей, которая помогает Убойному отделу Майами возобновить старое дело об убийстве из взаимовыгоды, и становится новой любовницей Декстера.

## В ролях

### В главных ролях
- Майкл Си Холл — Декстер Морган
- Дженнифер Карпентер — Дебра Морган
- Десмонд Харрингтон — Джои Куинн
- Си Эс Ли — Винс Масука
- Лорен Велес — Мария ЛаГуэрта
- Дэвид Зейес — Анхель Батиста
- Джеймс Ремар — Гарри Морган

### Специально приглашённые звёзды
- Ивонн Страховски — Ханна Маккей
- Рэй Стивенсон — Исаак Сирко

| - Айми Гарсиа — Джейми Батиста - Джейсон Гедрик — Джордж Новиков - Дана Л. Уилсон — детектив Энджи Миллер - Эндрю Кирсанов — Юрг Еляшкевич - Катя Винтер — Надя - Франсиско Виана — детектив Джейк Симмс - Джефф Пирсон — Том Мэттьюс - Джош Кук — Луис Грин - Сантьяго Кабрера — Сэл Прайс - Мэтт Джеральд — Рэй Спелцер - Николь Лалиберте — Арлин Шрам - Бретт Рикаби — инспектор Фил Боссо - Нестор Серрано — Эктор Эстрада - Престон Бэйли — Коди Беннетт - Билли Браун — детектив Майк Андерсон - Эрик Кинг — Джеймс Доакс - Кристина Робинсон — Астор Беннетт | - Энвер Джокай — Виктор Басков - Дэниел Буран — Уэйн Рэндалл - Бет Грант — Донна Рэндалл - Карл Херлингер — Олег Микич - Шерман Огастес — Бенджамин Кэффри - Джим Бивер — Клинт Маккей |

## Эпизоды
| № общий | № в сезоне | Название                                                      | Режиссёр        | Автор сценария                                 | Дата премьеры    | Зрители в США (млн) |
| --- | ---------- | ------------------------------------------------------------- | --------------- | ---------------------------------------------- | ---------------- | ------------------- |
| 73 | 1          | «Значит, ты...?» «Are You...?»                                | Джон Дал        | Скотт Бак                                      | 30 сентября 2012 | 2,40                |
| Попавшись на убийстве Трэвиса Маршалла, Декстер вынужден объясняться перед Деб. По вполне понятным причинами, Деб потрясена увиденным, но всё же принимает, хоть и неохотно, его объяснение случившемуся — он испытал минутное помешательство и поэтому совершил убийство. Но задумавшись, Деб понимает, что в объяснении Декстера что-то не сходится и решает покопаться в этом деле. Капитан ЛаГуэрта озадачена уликой, найденной на месте преступления Трэвиса Маршалла. Когда убивают сотрудника убойного отдела, Декстер прилагает все усилия, чтобы остановить убийцу, пока тот не покинул страну. Луис Грин лезет не в своё дело, украдкой ища что-то в компьютере Декстера. |            |                                                               |                 |                                                |                  |                     |
| 74 | 2          | «Солнечный день и морозный вихрь» «Sunshine and Frosty Swirl» | Стив Шилл       | Мэнни Кото                                     | 7 октября 2012   | 2,10                |
| Найдя все тайные «причиндалы» Декстера, включая мазки крови, Деб ничего не остается, кроме как принять правду. Она решает не арестовывать брата и скрыть от полиции то, чем он занимается в свободное время. Деб держит Декстера на коротком поводке, думая, что сможет всё исправить, вылечить его. Декстер всё чаще задумывается, что делать с Луисом Грином, который прислал ему протез руки по делу о «Ледяном убийце». Луиса оказывается не так-то легко запугать. Полиция продолжает расследование смерти Майка Андерсона, постоянно наведываясь с рейдами в стрип-клуб, не подозревая, что Декстер уже обо всём позаботился. Хозяин стрип-клуба приезжает в США, чтобы лично все уладить. Тем временем, осужденный серийный убийца собирается рассказать полиции, где закопаны тела его жертв. ЛаГуэрта продолжает исследовать мазок крови, найденный на месте преступления Трэвиса Маршалла.                                |            |                                                               |                 |                                                |                  |                     |
| 75 | 3          | «Против системы» «Buck the System»                            | Стефан Швартц   | Джейс Ричдейл                                  | 14 октября 2012  | 1,98                |
| Находясь под пристальным вниманием Деб, Декстер потихоньку сходит с ума. Он жаждет удовлетворить своего «тёмного попутчика», но сперва решает навсегда убрать Луиса Грина из своей жизни. Деб всё больше раздосадована отсутствием прогресса по поимке убийцы Майка Андерсона. Работодателю убийцы, Исааку Сирко, везёт значительно больше, он находит своего бывшего работника прямо на лодке Декстера. Декстеру необходимо кого-нибудь убить, он выбирает недавно отпущенного на свободу убийцу, Рэя Спелцера. Декстер убеждён, что Спелцер снова возьмётся за старое и пытается убедить Деб в необходимости устранить его, пока очередная девушка не будет убита. Деб даже слышать об этом не желает… но когда Декстер оказывается прав и умирает девушка, Деб призадумывается. Надя и Куинн заключили взаимовыгодную сделку, решив помогать друг другу.                                                                         |            |                                                               |                 |                                                |                  |                     |
| 76 | 4          | «Беги» «Run»                                                  | Джон Дал        | Венди Уэст                                     | 21 октября 2012  | 2,18                |
| Полиция ловит Рэя Спелцера, умело допрашивает его и добивается признания, но когда судья решает отпустить убийцу, сославшись на то, что производившие арест полицейские не должным образом зачитали Спелцеру его права, весь отдел находится в шоке. Когда Спелцер появляется на похоронах своей последней жертвы, Деб выходит из себя и решает любой ценой поймать его. Декстер понимает, что пришло время заняться тем, что получается у него лучше всего. Полиция продолжает проводить рейды в стрип-клубе. Хозяин клуба Исаак Сирко решает дать полиции желаемое, подставляя под удар одного из своих работников. Сирко узнаёт, что это Декстер убил его друга (убийцу проститутки и полицейского), он намерен свести с ним счёты. У него на это свои причины. |            |                                                               |                 |                                                |                  |                     |
| 77 | 5          | «Глубокий заплыв» «Swim Deep»                                 | Эрнест Дикерсон | Скотт Рейнольдс                                | 28 октября 2012  | 2,28                |
| Когда Деб узнаёт, что капитан ЛаГуэрта послала на анализ мазок крови с места преступления Маршалла в другую лабораторию, ЛаГуэрта делится с ней предположением, что «мясник из бухты» ещё жив. Капитан принимает помощь Деб в этом расследовании. Узнав о происходящем, Декстер хочет, чтобы Деб не лезла в это дело. Декстер обнаруживает кровь на своей лодке, анализ показывает, что кровь принадлежит Луису Грину. Вскоре он выясняет, что это дело рук Исаака Сирко, который одержим местью. Но план по устранению Исаака не срабатывает. Ханна Маккей соглашается помочь найти тела убитых её парнем людей много лет назад. По останкам одной из жертв Декстер узнаёт правду. |            |                                                               |                 |                                                |                  |                     |
| 78 | 6          | «Неверный шаг» «Do the Wrong Thing»                           | Алик Сахаров    | Лорен Гуссис                                   | 4 ноября 2012    | 1,99                |
| Декстер решает убить Ханну Маккей и собирает доказательства её виновности в смерти нескольких человек. Это заканчивается совершенно неожиданно. ЛаГуэрта считает, что «мясник из бухты» может быть ответственным за смерть нескольких преступников, которые избежали наказания и пропали без вести. Обсудив ситуацию с Надей, Куинн решает вернуть деньги, оставленные в его машине человеком из стрип-клуба. Но ему ничего не остаётся, кроме как помочь бандитам: либо он избавляется от улик, доказывающих вину Исаака Сирко в стрельбе по колумбийцам, либо Надя пострадает. Батиста всерьёз думает уволиться из полиции и купить ресторан. |            |                                                               |                 |                                                |                  |                     |
| 79 | 7          | «Притяжение» «Chemistry»                                      | Холли Дейл      | Мэнни Кото и Карен Кэмпбелл                    | 11 ноября 2012   | 2,01                |
| Проблем у Декстера прибавляется. После неожиданного исхода запланированного убийства Ханны МакКей, Декстер и Ханна понимают, что очень похожи и решают больше никогда не встречаться. Но всё идёт не по плану. Декстер узнаёт, что автор криминальных романов Сэл Прайс пишет о Ханне книгу, поскольку убеждён, что она участвовала в убийствах, совершённых, как все полагают, её парнем. Декстер пускает Сэла по ложному следу, но Ханна решает самостоятельно со всём разобраться. Деб просит Декстера избавиться от неё. Куинна подозревают в исчезновении улик против Исаака Сирко. |            |                                                               |                 |                                                |                  |                     |
| 80 | 8          | «Аргентина» «Argentina»                                       | Ромео Тироне    | Арика Лизэнн Миттман                           | 18 ноября 2012   | 2,25                |
| Проведя ночь вместе, Ханна и Декстер решают встретиться вновь. Но Декстер не может определиться, что делать с Деб. Она непреклонна и требует избавиться от Ханны, Декстер отказывается. Плюс ко всему, к Декстеру приезжают дети. Деб не выдерживает и говорит Декстеру о своих истинных чувствах. Исаак Сирко решается на более жёсткие меры и пытается застрелить Декстера средь бела дня. Директор стрип-клуба Джордж Новиков считает, что Исаак перешёл черту и подверг всех риску. Также у Новикова есть компромат на Куинна и он начинает закручивать гайки. ЛаГуэрта продолжает своё расследование и выясняет, что Декстер переместил свою лодку прямо в то время, когда началось расследование «Мясника из бухты». |            |                                                               |                 |                                                |                  |                     |
| 81 | 9          | «Всё кувырком» «Helter Skelter»                               | Стив Шилл       | Тим Шлаттманн                                  | 25 ноября 2012   | 2,12                |
| Исаак Сирко узнаёт, что Братство Кошки отправило в Майами двух наёмников для его устранения. Он просит Декстера убить наёмников в обмен на неприкосновенность с его стороны. Декстер отказывается. В ответ Исаак берёт Ханну в заложники. Также Декстер улаживает дела с Деб, которая смущена недавним признанием в любви к нему. Ханна хочет, чтобы Декстер ей открылся. Убойный отдел пытается вычислить поджигателя «Фантома». ЛаГуэрта приходит к бывшему боссу с теорией о «Мяснике из бухты», но он сначала не принимает её всерьёз. |            |                                                               |                 |                                                |                  |                     |
| 82 | 10         | «Тёмный… Неважно кто» «The Dark… Whatever»                    | Майкл Леманн    | Лорен Гуссис и Джейс Ричдейл и Скотт Рейнольдс | 2 декабря 2012   | 2,08                |
| Появляется очередная жертва поджигателя, у Декстера есть своя теория о том, кто стоит за поджогами, но он обещал Деб не вмешиваться в дела полиции. Декстер объясняет Ханне своего «тёмного попутчика», но их прерывает неожиданно появившийся мужчина, оказавшийся отцом Ханны, который только вышел из тюрьмы. Он не был хорошим отцом — однажды, развлекаясь игрой в покер, он оставил Ханну одну в номере отеля на три дня. Кажется, он изменился, но после отказа Ханны в материальной помощи, он ведёт себя очень грубо. Декстер знает, что делать. ЛаГуэрта подозревает, что Декстер и есть «Мясник из бухты», и говорит об этом бывшему боссу, Тому Мэттьюсу. А когда он говорит, что «Ледяной убийца» приходится Декстеру братом, она убеждается в своей правоте, даже несмотря на несогласие Мэттьюса. Куинн наносит визит Джорджу Новикову, боссу Нади, когда тот решает отправить её работать за границу в другой клуб. |            |                                                               |                 |                                                |                  |                     |
| 83 | 11         | «Ты видишь то, что вижу я?» «Do You See What I See?»          | Джон Дал        | Мэнни Кото и Венди Уэст                        | 9 декабря 2012   | 2,60                |
| Рождественские праздники: Дебра получает «лучший подарок» — сведения от отца Ханны, которые могут привести к уличению Ханны в преступлении. Внезапно она попадает в аварию. Отец Ханны исчезает. Декстер проводит анализ воды из бутылки в разбитой машине Дебры, который показывает, что её пытались устранить. Надя уезжает в Лас-Вегас, оставив Куинна ни с чем. Между тем, Декстер узнаёт, что Эктор Эстрада, стоящий за смертью его матери, освобождён из тюрьмы, и собирается его убить. Впоследствии оказывается, что это была ловушка, подстроенная ЛаГуэртой. Он с трудом избегает поимки, но теряет Эстраду. Декстер сдаёт Ханну ради спасения жизни Деб. |            |                                                               |                 |                                                |                  |                     |
| 84 | 12         | «Сюрприз, ублюдок!» «Surprise, Motherfucker!»                 | Стив Шилл       | Скотт Бак и Тим Шлаттманн                      | 16 декабря 2012  | 2,75                |
| ЛаГуэрта надевает на Декстера наручники и приводит его в участок для допроса. Для окружающих ситуация выглядит так, будто ЛаГуэрта сфальсифицировала улики против Декстера, чтобы оправдать Доакса. Декстера отпускают, а карьере ЛаГуэрты грозит конец. Она просит Дебру помочь восстановить хронологию событий в ночь смерти Трэвиса Маршалла, и в ходе разговора ловит её на лжи. Улики ЛаГуэрты не могут служить достаточным основанием для обвинения Деб, но капитан продолжает расследование. Декстер узнаёт, что у ЛаГуэрты имеются ордера на отслеживание GPS в его телефоне и телефоне Деб, что неоспоримо докажет их вину. Декстер решает вывести ЛаГуэрту из игры. Он собирается инсценировать убийство ЛаГуэртой и Эстрадой друг друга, когда его обнаруживает Деб. ЛаГуэрта умоляет Дебру застрелить Декстера, но та вместо этого стреляет и убивает ЛаГуэрту.                                                         |            |                                                               |                 |                                                |                  |                     |